# Nykøbing Slot
Nykøbing Slot var et kongeligt slot beliggende i Nykøbing Falster. Kun en ganske lille del af slottet eksisterer i dag som en ruin foran Nordisk Film Biografer Nykøbing, og det har givet navn til havneområdet Slotsbryggen i byen, hvor ruinen står.

## Ældste historie
Slottets oprindelse skyldes de urolige forhold, som fandtes i Østersøen. Man havde brug for en borg til beskyttelse. Den ældste borg menes at være opført i anden halvdel af 1100-tallet. Ca. 100 år senere boede Christoffer 1.'s enke, Margrethe Sambiria, også kaldet Margrethe Sprænghest, som enkedronning på Nykøbing slot. I 1253 blev det indtaget af Lybækkerne, der samtidig afbrændte Nykøbing by. I 1289 løb den fredløse Marsk Stig og hans mænd storm imod det og i 1320 blev det indtaget af Christoffer 2., der ironisk nok selv sad som fange her de følgende år, og her døde han 1332. Slottet har tillige flere gange dannet ramme om politiske møder. Således blev der 1365 sluttet fred mellem Valdemar Atterdag og Hansestæderne, i 1399 da Dronning Margrethe og Hansestæderne blev enige om en fælles optræden mod Fetaljebrødrene, og i 1507 da Freden i Nykøbing sluttede en strid mellem kong Hans og de krigeriske Hansestæder.
Da området bød på mange jagtmuligheder, havde de skiftende konger ofte ophold her i kortere og længere perioder. Desuden var det enkesæde, således for Christian 1.'s Dronning Dorothea.

## Renæssanceslottet
Det middelalderlige slot var dog efterhånden udtjent. Så 1588 godkendte Kong Frederik 2. arkitekten Philip Brandins model til et nyt slot i Nykøbing Falster. Kongen døde samme år, så det blev hans unge enkedronning Sophie, der kom til at forestå opførelsen. Hun havde ved gemalens død fået udlagt krongodset på Lolland-Falster som livgeding, dvs. som enkepension. Slottet stod færdigt i 1594. Herefter residerede Sophie på slottet frem til sin død i 1631. Herefter blev slottet anvendt af hendes sønnesøn, den udvalgte prins Christian og dennes hustru prinsesse Magdalena Sibylla. Slottet skulle egentlig anvendes som enkesæde for danske dronninger - Sophie Amalie var ikke interesseret, hun ville blive i det politiske centrum, i København.
Ubrugt stod slottet og gik i forfald, og i 1766 besluttedes det at afhænde gods og slot. Året efter blev slottet solgt på auktion med nedrivning for øje. Slottet blev nedrevet af Christian Hincheldey og blev brugt til at opføre Hincheldeys palæ i Slotsgade 7. Huset blev senere til katedralskole, derefter politistation. Der er også anvendt byggematerialer fra slottet i Karleby Præstegård. Bygningsmaterialer herfra kan den dag i dag findes dels i det mere omfattende hovedgårdsbyggeri, der blev iværksat som følge af jordegodssalget, dels i de nærliggende byhuse, der løbende har anvendt, hvad det måtte være tilbage i "stenbruddet".

## Moderne tid
Slottet er i dag stort set væk. Den sidste rest der er synlig over jorden, er en ruin fra et af borgens tårne, som står på havneområdet Slotsbryggen foran Nordisk Film Biografer Nykøbing.